# Johann Lindner
Johann Lindner (Tragail, 3 de mayo de 1959) es un deportista austríaco que compitió en atletismo y bobsleigh.
Ganó una medalla de oro en el Campeonato Europeo de Bobsleigh de 1990, en la prueba cuádruple. Como atleta participó en tres Juegos Olímpicos de Verano, entre los años 1984 y 1992, en la prueba de lanzamiento de martillo.

## Palmarés internacional
| Campeonato Europeo | Campeonato Europeo | Campeonato Europeo | Campeonato Europeo |
| Año                | Lugar              | Medalla            | Prueba             |
| ------------------ | ------------------ | ------------------ | ------------------ |
| 1990               | Igls (Austria)     | Medalla de oro     | Cuádruple          |